# Girella zebra
Girella zebra és una espècie de peix pertanyent a la família dels kifòsids.

## Descripció
- Pot arribar a fer 34 cm de llargària màxima.[6][7]

## Alimentació
Menja algues.

## Hàbitat
És un peix marí, associat als esculls i de clima subtropical.

## Distribució geogràfica
Es troba des del sud-oest d'Austràlia fins a Nova Gal·les del Sud i Tasmània.

## Observacions
És inofensiu per als humans.